# Myst III: Exile
Myst III: Exile (cu sensul de Ceața 3: Exilul)  este un joc video de aventuri din 2001 dezvoltat de Presto Studios și publicat de Ubi Soft. Este al treilea titlul al seriei de jocuri Myst, după Myst (1993) și Riven (1997), acestea fiind produse de Cyan Worlds și publicate de Brøderbund.
Jocul a fost lansat pe patru CD-uri atât pentru Mac OS, cât și pentru Microsoft Windows la 8 mai 2001; versiunile pentru Xbox și PlayStation 2 au fost lansate la sfârșitul anului 2002. O versiune DVD pe un singur disc a fost lansată ulterior pentru Windows și Mac OS. 
Jucătorul își asumă rolul unui prieten al lui Atrus. Membru al rasei D'ni, Atrus poate crea legături către alte lumi numite Epoci scriind cărți descriptive. În Exile, Atrus a scris o Epocă pentru ca D'ni să trăiască în timp ce își reconstruia civilizația. Cartea este furată de un personaj misterios, Saavedro; jucătorul îl urmărește pe hoț în încercarea de a recupera tableta lui Atrus.
Jocul a fost bine primit de critici; Daily Telegraph l-a numit cel mai bun joc din seria Myst. Exile începe la 10 ani după evenimentele din Riven.